# Who Wants to Be a Hero?
Who Wants to Be a Hero? è un cortometraggio muto del 1915 diretto da William E. Wing.

## Produzione
Il film fu prodotto dalla Selig Polyscope Company.

## Distribuzione
Distribuito dalla General Film Company, il film - un cortometraggio in una bobina - uscì nelle sale cinematografiche statunitensi il 22 gennaio 1915.